# نوک‌خاری کوهی
نوک‌خاری کوهی (نام علمی: Acanthiza katherina) نام یک گونه از سرده نوک‌خاری است.